# Voleibol nos Jogos Olímpicos de Verão de 1976 - Masculino
O torneio masculino de voleibol nos Jogos Olímpicos de Verão de 1976 foi realizado no Montreal Forum e no Paul Sauvé Arena, Montreal, entre 18 e 30 de julho e organizado pela Federação Internacional de Voleibol (FIVB) em conjunto com o Comitê Olímpico Internacional (COI).

## Medalhistas
A Polônia foi campeã olímpica de voleibol, derrotando a União Soviética na final. Cuba ganhou o bronze frente ao Japão.
|  | POL Polônia |  | URS União Soviética |  | CUB Cuba |
|  | Włodzimierz Stefański Bronisław Bebel Lech Łasko Edward Skorek Tomasz Wójtowicz Wiesław Gawłowski Mirosław Rybaczewski Zbigniew Lubiejewski Ryszard Bosek Włodzimierz Sadalski Zbigniew Zarzycki Marek Karbarz |  | Anatoly Polishchuk Vyacheslav Zaytsev Yefim Chulak Vladimir Dorokhov Aleksandr Yermilov Pāvels Seļivanovs Oleg Moliboga Vladimir Kondra Yury Starunsky Vladimir Chernyshov Vladimir Ulanov Aleksandr Savin |  | Leonel Marshall, Sr. Victoriano Sarmientos Ernesto Martínez Víctor García Carlos Salas Raúl Vilches Jesús Savigne Lorenzo Martínez Diego Lapera Antonio Rodríguez Alfredo Figueredo Jorge Pérez Vento |

## Qualificação
| Torneio de qualificação          | Data                                    | Sede        | Vagas | Qualificados    |  |
| -------------------------------- | --------------------------------------- | ----------- | ----- | --------------- |  |
| País-sede                        | 12 de maio de 1970                      | Amsterdã    | 1     | Canadá          |  |
| Jogos Olímpicos de 1972          | 27 de agosto–9 de setembro de 1972      | Munique     | 1     | Japão           |  |
| Campeonato Mundial de 1974       | 12–28 de outubro de 1974                | México      | 1     | Polônia         |  |
| Campeonato Africano de 1976      | 1976                                    | Túnis       | 1     | Egito           |  |
| Campeonato Asiático de 1975      | 17–28 de agosto de 1975                 | Melbourne   | 1     | Coreia do Sul   |  |
| Campeonato Europeu de 1975       | 18–25 de outubro de 1975                | Iugoslávia  | 1     | União Soviética |  |
| Campeonato da NORCECA de 1975    | 3–8 de agosto de 1975                   | Los Angeles | 1     | Cuba            |  |
| Campeonato Sul-americano de 1975 | 26 de novembro de–3 de dezembro de 1975 | Assunção    | 1     | Brasil          |  |
| Qualificatório Mundial           | 15–23 de janeiro de 1976                | Itália      | 1     | Checoslováquia  |  |
| Qualificatório Mundial           | 15–23 de janeiro de 1976                | Itália      | 1     | Itália          |  |
| Total                            |                                         |             | 10    |                 |  |

## Composição dos grupos
| Grupo A            | Grupo B         |
| ------------------ | --------------- |
| Canadá (País-sede) | Brasil          |
| Cuba               | Egito           |
| Checoslováquia     | Itália          |
| Polônia            | Japão           |
| Coreia do Sul      | União Soviética |

## Fase de grupos
Na fase de grupos, as seleções jogaram entre si repartidas em dois grupos de seis equipas cada. Os dois melhores apuraram-se para as semifinais.
- Placar de 3–0 ou 3–1: 3 pontos para o vencedor, nenhum para o perdedor;
- Placar de 3–2: 2 pontos para o vencedor, 1 para o perdedor.

### Grupo A
|  | Equipes classificadas para as semifinais |

|     |                |     | Jogos | Jogos | Jogos | Resultados | Resultados | Resultados | Resultados | Resultados | Resultados | Sets | Sets | Sets  | Pontos | Pontos | Pontos |
| Pos | Equipe         | Pts | T     | V     | D     | 3–0        | 3–1        | 3–2        | 2–3        | 1–3        | 0–3        | V    | P    | R     | V      | P      | R      |
| --- | -------------- | --- | ----- | ----- | ----- | ---------- | ---------- | ---------- | ---------- | ---------- | ---------- | ---- | ---- | ----- | ------ | ------ | ------ |
| 1   | Polônia        | 10  | 4     | 4     | 0     | 1          | 1          | 2          | 0          | 0          | 0          | 12   | 5    | 2.400 | 235    | 172    | 1.366  |
| 2   | Cuba           | 10  | 4     | 3     | 1     | 2          | 1          | 0          | 1          | 0          | 0          | 11   | 4    | 2.750 | 208    | 142    | 1.465  |
| 3   | Checoslováquia | 6   | 4     | 2     | 2     | 1          | 1          | 0          | 0          | 2          | 0          | 8    | 7    | 1.143 | 182    | 177    | 1.028  |
| 4   | Coreia do Sul  | 4   | 4     | 1     | 3     | 1          | 0          | 0          | 1          | 1          | 1          | 6    | 9    | 0.667 | 146    | 187    | 0.781  |
| 5   | Canadá         | 0   | 4     | 0     | 4     | 0          | 0          | 0          | 0          | 0          | 4          | 0    | 12   | 0,000 | 88     | 181    | 0.486  |

Ordenamento da classificação: 1) Número de vitórias; 2) Pontos; 3) Razão de sets; 4) Razão de pontos; 5) Confronto direto.
- 18 de julho

|                 |     |               |                           |  |
| Tchecoslováquia | 3-0 | Canadá        | 15-4 16-14 15-11          |  |
| Polónia         | 3-2 | Coreia do Sul | 12-15 6-15 15-6 15-6 15-5 |  |

- 19 de julho

|         |     |                 |                      |  |
| Polónia | 3-0 | Canadá          | 15-4 15-7 15-6       |  |
| Cuba    | 3-1 | Tchecoslováquia | 15-6 10-15 15-5 15-6 |  |

- 21 de julho

|               |     |        |                             |  |
| Polónia       | 3-2 | Cuba   | 13-15 10-15 15-6 15-9 20-18 |  |
| Coreia do Sul | 3-0 | Canadá | 15-7 15-5 15-8              |  |

- 23 de julho

|         |     |                 |                       |  |
| Cuba    | 3-0 | Coreia do Sul   | 15-4 15-5 15-6        |  |
| Polónia | 3-1 | Tchecoslováquia | 8-15 15-11 15-5 16-14 |  |

- 25 de julho

|                 |     |               |                      |  |
| Tchecoslováquia | 3-1 | Coreia do Sul | 15-9 15-9 14-16 15-5 |  |
| Cuba            | 3-0 | Canadá        | 15-10 15-9 15-3      |  |

### Grupo B
|  | Equipes classificadas para as semifinais |

|     |                 |     | Jogos | Jogos | Jogos | Resultados | Resultados | Resultados | Resultados | Resultados | Resultados | Sets | Sets | Sets  | Pontos | Pontos | Pontos |
| Pos | Equipe          | Pts | T     | V     | D     | 3–0        | 3–1        | 3–2        | 2–3        | 1–3        | 0–3        | V    | P    | R     | V      | P      | R      |
| --- | --------------- | --- | ----- | ----- | ----- | ---------- | ---------- | ---------- | ---------- | ---------- | ---------- | ---- | ---- | ----- | ------ | ------ | ------ |
| 1   | União Soviética | 9   | 3     | 3     | 0     | 3          | 0          | 0          | 0          | 0          | 0          | 9    | 0    | MAX   | 135    | 63     | 2.143  |
| 2   | Japão           | 6   | 3     | 2     | 1     | 2          | 0          | 0          | 0          | 0          | 1          | 6    | 3    | 2,000 | 118    | 89     | 1.326  |
| 3   | Brasil          | 2   | 3     | 1     | 2     | 0          | 0          | 1          | 0          | 0          | 2          | 3    | 8    | 0.375 | 118    | 142    | 0.831  |
| 4   | Itália          | 1   | 3     | 0     | 3     | 0          | 0          | 0          | 1          | 0          | 2          | 2    | 9    | 0.222 | 81     | 158    | 0.513  |
| WD  | Egito           | 0   | 0     | 0     | 0     | 0          | 0          | 0          | 0          | 0          | 0          | 0    | 0    | MAX   | 0      | 0      | MAX    |

Ordenamento da classificação: 1) Número de vitórias; 2) Pontos; 3) Razão de sets; 4) Razão de pontos; 5) Confronto direto.
- 18 de julho

|                 |     |        |                |  |
| União Soviética | 3-0 | Itália | 15-6 15-3 15-6 |  |
| Brasil          | X-X | Egito  | XXX            |  |

- 20 de julho

|                 |     |        |                 |  |
| União Soviética | 3-0 | Brasil | 15-7 15-11 15-2 |  |
| Japão           | 3-0 | Itália | 15-6 15-2 15-6  |  |

- 22 de julho

|                 |     |        |                 |  |
| Japão           | 3-0 | Brasil | 15-13 15-8 15-9 |  |
| União Soviética | X-X | Egito  | XXX             |  |

- 24 de julho

|        |     |        |                            |  |
| Brasil | 3-2 | Itália | 15-8 11-15 12-15 15-6 15-8 |  |
| Japão  | X-X | Egito  | XXX                        |  |

- 25 de julho

|                 |     |       |                 |  |
| União Soviética | 3-0 | Japão | 15-9 15-10 15-9 |  |
| Itália          | X-X | Egito | XXX             |  |

## Fase final
Na fase final as seleções disputaram, no máximo, mais três jogos (para as equipas que discutiram as medalhas), em formato de eliminatória.
|  | Semifinal       | Semifinal       |   |             | Final               | Final |  |
|  |                 |                 |   |             |                     |       |  |
|  | 29 de julho     |                 |   |             |                     |       |  |
|  | Polônia         | 3               |   |             |                     |       |  |
|  | Japão           | 2               |   |             |                     |       |  |
|  |                 |                 |   |             |                     |       |  |
|  |                 |                 |   |             | 30 de julho         |       |  |
|  |                 |                 |   |             | Polônia             | 3     |  |
|  |                 | União Soviética | 2 |             |                     |       |  |
|  |                 |                 |   |             |                     |       |  |
|  |                 |                 |   |             |                     |       |  |
|  |                 |                 |   |             | Disputa pelo bronze |       |  |
|  | 29 de julho     | 29 de julho     |   | 30 de julho | 30 de julho         |       |  |
|  | Cuba            | 0               |   | Japão       | 0                   |       |  |
|  | União Soviética | 3               |   |             | Cuba                | 3     |  |

Semifinais
- 29 de julho — semifinais

|                 |     |       |                             |  |
| União Soviética | 3-0 | Cuba  | 15-12 15-7 15-8             |  |
| Polónia         | 3-2 | Japão | 15-17 15-6 15-6 10-15 15-10 |  |

- 26 de julho — disputa de 5º lugar

|                 |     |        |                            |  |
| Coreia do Sul   | 3-2 | Brasil | 15-12 12-15 7-15 15-6 15-5 |  |
| Tchecoslováquia | 3-0 | Itália | 15-7 15-8 15-7             |  |

Finais
- 27 de julho — jogo de classificação 7-8

|        |     |        |                |  |
| Brasil | 3-0 | Itália | 15-8 15-6 15-8 |  |

- 27 de julho — jogo de classificação 5-6

|                 |     |               |                      |  |
| Tchecoslováquia | 3-1 | Coreia do Sul | 15-9 10-15 15-2 15-9 |  |

- 30 de julho — jogo de classificação 3-4

|      |     |       |                |  |
| Cuba | 3-0 | Japão | 15-8 15-9 15-8 |  |

- 30 de julho — final

|         |     |                 |                              |  |
| Polónia | 3-2 | União Soviética | 11-15 15-13 12-15 19-17 15-7 |  |

## Classificação final
Esta foi a classificação final do torneio:
| Pos.              | Equipe          |
| ----------------- | --------------- |
| Medalha de ouro   | Polônia         |
| Medalha de prata  | União Soviética |
| Medalha de bronze | Cuba            |
| 4                 | Japão           |
| 5                 | Checoslováquia  |
| 6                 | Coreia do Sul   |
| 7                 | Brasil          |
| 8                 | Itália          |
| 9                 | Canadá          |
| WD                | Egito           |